# Adenanthos argyreus
Adenanthos argyreus (лат.) — кустарник, вид рода Аденантос (Adenanthos) семейства Протейные (Proteaceae), произрастающий на юго-западе Западной Австралии.

## Ботаническое описание
Adenanthos argyreus — прямостоячий кустарник до 1 м высотой, без лигнотубера. Листья собраны на концах ветвей округлые в сечении с диаметром около 0,5 мм; черешок отчётливый; листовая пластинка глубоко рассечённая, длиной до 10 мм. Листья серебристые с заметной железой на вершине и прижатыми короткими и длинными волосками. Околоцветник около 20 мм длиной ярко-розовый с белыми волосками снаружи, несколько длинных волосков, растущих внутрь и образующих пучок. Столбик до 27 мм длиной. Цветёт с августа по октябрь.

## Распространение и местообитание
A. apiculatus — эндемик Западной Австралии. Широко распространён в округах Уитбелт и Голдфилдс-Эсперанс между населёнными пунктами Лейк-Кинг, Лейк-Грейс, Виалкачем и Саут-Кросс. Растёт в глубоких кремнистых песках.

## Охранный статус
Международный союз охраны природы классифицирует природоохранный статус вида как «вымирающий».